# Giovanni Buonaventura Viviani
Giovanni Buonaventura Viviani (Firenze, 15 luglio 1638 – Pistoia, ... dopo il 1692) è stato un violinista e compositore italiano.

## Biografia
Giovanni Buonaventura Viviani nacque nel 1638 a Firenze e incominciò a lavorare ancora diciottenne come violinista presso la corte di Innsbruck, dal 1656 fino almeno al 1660.
Tra il 1672 ed il 1676 fu maestro della cappella di corte a Innsbruck, che dopo l'estinzione della casata degli Asburgo-Tirolo con la morte prematura del conte del Tirolo Sigismondo Francesco d'Austria era passata sotto il controllo dell'imperatore Leopoldo I.
Viviani, nel frontespizio dei suoi Capricci armonici del 1678, si qualifica ancora come "Maestro di Cappella di Sua MAESTÀ CESAREA IN INSPRUCK" (sic), ma con tutta probabilità, al contrario, già si trovava a Venezia per curare la messa in scena della sua opera Astiage dal 1677.  Dal 1678 al 1682 fu impresario teatrale a Napoli. Nel 1678 fu a Roma, dove diresse presso l'Oratorio di San Marcello un oratorio nel quale partecipavano Arcangelo Corelli e Bernardo Pasquini. Nello stesso periodo (1678), sarebbe stato elevato alla nobiltà, in quanto da tal momento fu uso presentarsi quale Nobile del Sacro Romano Impero.
Nel 1686 divenne maestro di cappella di Carlo Sanseverino, principe di Bisignano, e il suo dramma L'Eliodoro venne rappresentato al matrimonio della figlia Aurora con Niccolò Gaetani dell'Aquila d'Aragona, duca di Laurenzana.
Dal gennaio del 1687 al dicembre del 1692 fu maestro di cappella alla Cattedrale di Pistoia, dove probabilmente morì l'anno successivo.

## Composizioni

### Opere
- La vaghezza del fato (Vienna, 1672)
- Astiage (Venezia, 1677. Ripresa a Napoli nel dicembre 1682 col titolo L'Astiage, re di Media)
- Scipione affricano (Venezia, [opera usata per il carnevale] 1678)
- Zenobia (Napoli, 1678) [perso]
- Le fatiche d'Ercole per Dejanire (Napoli, 1679)
- Mitilene, regina delle Amazzoni (Napoli, 13 novembre 1681)
- L'Elidoro, overo Il fingere per regnare (Napoli, 1686. Ripreso a Saponara il 15 giugno 1686)

### Oratori
- La strage degli innocenti (Napoli, 1682)
- L'Eseguire del Redentore (Napoli, 1682)
- L'Abramo in Egitto (Modena, 1690)
- Le nozze di Tobia (Firenze, 1692)
- Faraone

### Composizioni strumentali
- Capricci armonici da chiesa e da camera à violino solo et sonate per tromba sola, Opera quarta (Venezia 1678)